# Matroïde
Een matroïde is een eindige verzameling met een 'onafhankelijkheidsstructuur' die bepaalt welke deelverzamelingen van elkaar onafhankelijk zijn. 

## Geschiedenis
Lineaire onafhankelijkheid is een belangrijk begrip in de lineaire algebra. Intuïtief is een vector in een vectorruimte onafhankelijk van andere vectoren, als deze vector niet in het opspansel van deze andere vectoren ligt. 
Het idee van onafhankelijkheid werd in de jaren 30 door Hassler Whitney, gegeneraliseerd. Hij bepaalde de belangrijkste eigenschappen van een verzameling onafhankelijke vectoren, en nam deze vervolgens als axioma’s aan. Hierdoor was hij in staat in een willekeurige, eindige verzameling de deelverzamelingen vast te stellen, waarvan de elementen onafhankelijk van elkaar zijn. De complexe structuur van een vectorruimte had hij hiervoor niet meer nodig. 
Zijn idee lijkt op het idee achter een topologische ruimte. Deze generaliseren de open verzamelingen van de getallenlijn naar willekeurige verzamelingen door de eigenschappen hiervan als axioma’s aan te nemen.

## Definities
Een matroïde kan op verschillende manier worden gedefinieerd. Alle onderstaande definities zijn equivalent met elkaar.

### Onafhankelijkheidsaxioma's
Een matroïde is een geordend paar {\displaystyle (E,{\mathcal {I}})}, met {\displaystyle E} een eindige verzameling en {\displaystyle {\mathcal {I}}} een verzameling van deelverzamelingen van {\displaystyle E} die aan de volgende axioma's voldoet:
- {\displaystyle \emptyset \in {\mathcal {I}}}
- Als {\displaystyle J\in {\mathcal {I}}} en {\displaystyle I\subset J}, is {\displaystyle I\in {\mathcal {I}}}.
- Als {\displaystyle I,J\in {\mathcal {I}}} en {\displaystyle |I|<|J|}, bestaat er een {\displaystyle e\in J} waarvoor geldt: {\displaystyle I\cup \{e\}\in {\mathcal {I}}}.

Een element van {\displaystyle {\mathcal {I}}} wordt een onafhankelijke deelverzameling van {\displaystyle E} genoemd.

### Basisaxioma’s
Laat {\displaystyle E} een eindige verzameling zijn. Een collectie {\displaystyle {\mathcal {B}}} van deelverzamelingen van {\displaystyle E} heet een verzameling van bases van {\displaystyle E}, als voldaan is aan:
- {\displaystyle {\mathcal {B}}} is niet leeg.
- Als {\displaystyle B_{1},B_{2}\in {\mathcal {B}}}, bestaat er voor alle {\displaystyle e\in B_{1}} een {\displaystyle f\in B_{2}}, zodat {\displaystyle (B_{1}\setminus e)\cup f\in {\mathcal {B}}}.

Laat dan {\displaystyle {\mathcal {I}}} bestaan uit alle deelverzamelingen die bevat zijn in een basis. Dan is {\displaystyle (E,{\mathcal {I}})} een matroïde. De elementen van {\displaystyle {\mathcal {B}}} zijn dan de maximaal onafhankelijke deelverzamelingen van {\displaystyle E}.

### Circuitaxioma’s
Laat {\displaystyle E} een eindige verzameling zijn. Een collectie {\displaystyle {\mathcal {C}}} van deelverzamelingen van {\displaystyle E} heet een verzameling van circuits van {\displaystyle E}, als voldaan is aan:
- {\displaystyle \emptyset \not \in {\mathcal {C}}}.
- Als {\displaystyle C_{1},C_{2}\in {\mathcal {C}}} en {\displaystyle C_{1}\subset C_{2}}, is {\displaystyle C_{1}=C_{2}}.
- Als {\displaystyle C_{1},C_{2}\in {\mathcal {C}}} en {\displaystyle C_{1}\neq C_{2}}, en {\displaystyle e\in C_{1}\cap C_{2}}, dan bestaat er een {\displaystyle C_{3}\in {\mathcal {C}}}, zodat {\displaystyle C_{3}\subset (C_{1}\cup C_{2})\setminus e}.

Laat dan {\displaystyle {\mathcal {I}}} bestaan uit alle deelverzamelingen die geen enkel circuit bevatten. Dan is {\displaystyle (E,{\mathcal {I}})} een matroïde. De elementen van {\displaystyle {\mathcal {C}}} zijn dan de minimaal afhankelijke deelverzamelingen van {\displaystyle E}.

## Voorbeelden

### Lineaire matroïden
Zoals eerder vermeld, zijn matroïden ontwikkeld om lineaire onafhankelijkheid te veralgemenen. Het meest voor de hand liggende voorbeeld van een matroïde is daarom terug te vinden in de lineaire algebra.
Laat {\displaystyle E} een eindige verzameling vectoren zijn uit een vectorruimte over een willekeurig lichaam (Ned) / veld (Be). Laat dan {\displaystyle {\mathcal {I}}} bestaan uit alle deelverzamelingen van {\displaystyle E} die een onafhankelijk stel vectoren vormen. Dan is {\displaystyle (E,{\mathcal {I}})} een lineaire matroïde. 
Matroïden zijn dus uitermate geschikt om onafhankelijkheid in lineaire ruimtes over eindige lichamen (Ned) / eindige velden (Be) te bestuderen.

### Fano-matroïde
Beschouw de lineaire matroïde op {\displaystyle E=\mathbb {F} _{2}^{3}-0}. Deze matroïde wordt naar de Italiaanse wiskundige Gino Fano de Fano-matroïde genoemd.

### Grafische matroïden
Laat {\displaystyle G=(V,E)} een (eindige) graaf zijn, en laat {\displaystyle {\mathcal {C}}} bestaan uit verzamelingen kanten, die samen een cykel vormen. Er kan aangetoond worden dat {\displaystyle {\mathcal {C}}} voldoet aan de circuitaxioma’s. De matroïde die zo ontstaat noemen we een grafische matroïde.

### Uniforme matroïden
Neem {\displaystyle E=\{1,2,\ldots ,n\}}, en laat {\displaystyle {\mathcal {I}}} bestaan uit deelverzamelingen van {\displaystyle E} met maximaal {\displaystyle k\leq n} elementen. {\displaystyle {\mathcal {I}}} voldoet duidelijk aan de onafhankelijkheidsaxioma’s, en dus is {\displaystyle (E,{\mathcal {I}})} een matroïde, die we een uniforme matroïde noemen. Een uniforme matroïde wordt meestal genoteerd als {\displaystyle U_{k,n}}.